# Hamaguchi Sota
Sota Hamaguchi (sinh ngày 22 tháng 5 năm 1999) là một cầu thủ bóng đá người Nhật Bản.

## Sự nghiệp câu lạc bộ
Sota Hamaguchi đã từng chơi cho Kamatamare Sanuki.